# Константиновка (Константиновская сельская община)
Константиновка (укр. Костянтинівка) — село в Каховском районе Херсонской области Украины. Административный центр Константиновской сельской общины.

## История
В ходе Великой Отечественной войны в 1941 году селение было оккупировано немецкими войсками.
В 1952 году на месте хлебоприёмного пункта «Заготзерно» здесь было создано Братолюбовское хлебоприёмное предприятие (с 1976 года — Братолюбовский элеватор).
Население по переписи 2001 года составляло 1455 человек.

## Местный совет
74640, Херсонская обл., Горностаевский р-н, с. Константиновка, ул. Шевченко, 66а